# Pływanie na Letnich Igrzyskach Olimpijskich 2020 – 4 × 100 m stylem zmiennym kobiet
4 × 100 m stylem zmiennym kobiet – jedna z konkurencji pływackich, które odbyły się podczas XXXII Igrzysk Olimpijskich w Tokio. Eliminacje miały miejsce 30 lipca, a finał konkurencji 1 sierpnia 2021 roku.

## Terminarz
Wszystkie godziny podane są w czasie japońskim (UTC+09:00) oraz polskim (CEST).
| Data            | Godzina rozpoczęcia | Godzina rozpoczęcia |            |
| Data            | UTC+09:00           | CEST                |            |
| --------------- | ------------------- | ------------------- | ---------- |
| 30 lipca 2021   | 21:36               | 14:36               | Eliminacje |
| 1 sierpnia 2021 | 11:15               | 4:15                | Finał      |

## Rekordy
Przed zawodami rekord świata i rekord olimpijski wyglądały następująco:
| Rekord            | Reprezentacja | Czas    | Miejsce | Data            |       |
| ----------------- | --- | ------- | ------- | --------------- | ----- |
| Rekord świata     | Stany Zjednoczone · Regan Smith (57,57) · Lilly King (1:04,81) · Kelsi Dahlia (56,16) · Simone Manuel (51,86)        | 3:50,40 | Gwangju | 28 lipca 2019   | [ 2 ] |
| Rekord olimpijski | Stany Zjednoczone · Missy Franklin (58,50) · Rebecca Soni (1:04,82) · Dana Vollmer (55,48) · Allison Schmitt (53,25) | 3:52,05 | Londyn  | 4 sierpnia 2012 | [ 3 ] |

W trakcie zawodów ustanowiono następujące rekordy:
| Data       | Etap konkurencji | Reprezentacja                                                                                               | Czas    | Rekord |
| ---------- | ---------------- | --- | ------- | ------ |
| 1 sierpnia | finał            | Australia · Kaylee McKeown (58,01) · Chelsea Hodges (1:05,57) · Emma McKeon (55,91) · Cate Campbell (52,11) | 3:51,60 | OR     |

## Wyniki

### Eliminacje
| Miejsce | Wyścig | Tor | Państwo                     | Zawodniczki | Czas    | Uwagi |
| ------- | ------ | --- | --------------------------- | --- | ------- | ----- |
| 1.      | 2      | 5   | Kanada                      | Taylor Ruck (59,64) Sydney Pickrem (1:07,03) Margaret MacNeil (55,82) Kayla Sanchez (52,68)                       | 3:55,17 | Q     |
| 2.      | 2      | 4   | Stany Zjednoczone           | Rhyan White (59,19) Lilly King (1:05,51) Claire Curzan (57,65) Erika Brown (52,83)                                | 3:55,18 | Q     |
| 3.      | 1      | 4   | Australia                   | Emily Seebohm (59,37) Chelsea Hodges (1:06,16) Brianna Throssell (57,51) Mollie O’Callaghan (52,35)               | 3:55,39 | Q     |
| 4.      | 1      | 3   | Włochy                      | Margherita Panziera (1:00,55) Arianna Castiglioni (1:05,26) Elena Di Liddo (56,74) Federica Pellegrini (53,24)    | 3:55,79 | Q,    |
| 5.      | 2      | 6   | Szwecja                     | Michelle Coleman (1:00,73) Sophie Hansson (1:05,61) Louise Hansson (56,79) Sarah Sjöström (53,10)                 | 3:56,23 | Q     |
| 6.      | 1      | 2   | Japonia                     | Anna Konishi (59,75) Kanako Watanabe (1:06,34) Rikako Ikee (57,50) Chihiro Igarashi (53,58)                       | 3:57,17 | Q     |
| 7.      | 2      | 3   | Rosyjski Komitet Olimpijski | Anastasija Fiesikowa (1:00,26) Julija Jefimowa (1:06,31) Swietłana Czimrowa (56,95) Marija Kamieniewa (53,84)     | 3:57,36 | Q     |
| 8.      | 1      | 6   | Chiny                       | Chen Jie (1:00,62) Tang Qianting (1:05,73) Yu Yiting (57,84) Wu Qingfeng (53,51)                                  | 3:57,70 | Q     |
| 9.      | 1      | 5   | Wielka Brytania             | Cassie Wild (1:01,10) Sarah Vasey (1:06,49) Harriet Jones (57,95) Freya Anderson (52,58)                          | 3:58,12 |       |
| 10.     | 2      | 2   | Holandia                    | Kira Toussaint (58,99) Tes Schouten (1:09,98) Maaike de Waard (58,01) Femke Heemskerk (52,91)                     | 3:59,89 |       |
| 11.     | 1      | 7   | Niemcy                      | Laura Riedemann (1:00,45) Anna Elendt (1:06,17) Lisa Höpink (58,87) Annika Bruhn (54,67)                          | 4:00,16 |       |
| 12.     | 2      | 7   | Białoruś                    | Anastasija Szkurdaj (1:00,64) Alina Zmuszka (1:07,25) Anastasija Kulaszowa (57,37) Nastassia Karakouskaja (55,23) | 4:00,49 |       |
| 13.     | 2      | 1   | Hongkong                    | Toto Wong (1:01,61) Jamie Yeung (1:08,69) Siobhan Haughey (57,67) Camille Cheng (54,89)                           | 4:02,86 |       |
| 14.     | 1      | 1   | Południowa Afryka           | Mariella Venter (1:01,03) Tatjana Schoenmaker (1:07,41) Erin Gallagher (59,76) Aimee Canny (54,82)                | 4:03,02 |       |
| 15.     | 2      | 8   | Dania                       | Karoline Sørensen (1:02,53) Clara Rybak-Andersen (1:08,09) Emilie Beckmann (58,99) Signe Bro (54,43)              | 4:04,04 |       |
| 16.     | 1      | 8   | Hiszpania                   | África Zamorano (1:01,78) Jessica Vall (1:07,37) Mireia Belmonte (1:00,88) Lidón Muñoz (54,11)                    | 4:04,14 |       |

### Finał
| Miejsce | Tor | Państwo                     | Zawodniczki                                                                                                | Czas    | Uwagi |
| ------- | --- | --------------------------- | --- | ------- | ----- |
| 1 !     | 3   | Australia                   | Kaylee McKeown (58,01) Chelsea Hodges (1:05,57) Emma McKeon (55,91) Cate Campbell (52,11)                  | 3:51,60 | ,     |
| 2 !     | 5   | Stany Zjednoczone           | Regan Smith (58,05) Lydia Jacoby (1:05,03) Torri Huske (56,16) Abbey Weitzeil (52,49)                      | 3:51,73 |       |
| 3 !     | 4   | Kanada                      | Kylie Masse (57,90) Sydney Pickrem (1:07,17) Margaret MacNeil (55,27) Penny Oleksiak (52,26)               | 3:52,60 | NR    |
| 4.      | 8   | Chiny                       | Peng Xuwei (59,63) Tang Qianting (1:06,09) Zhang Yufei (55,39) Yang Junxuan (53,02)                        | 3:54,13 |       |
| 5.      | 2   | Szwecja                     | Michelle Coleman (59,75) Sophie Hansson (1:05,67) Louise Hansson (56,12) Sarah Sjöström (52,73)            | 3:54,27 | NR    |
| 6.      | 6   | Włochy                      | Margherita Panziera (1:00,03) Martina Carraro (1:05,88) Elena Di Liddo (56,96) Federica Pellegrini (53,81) | 3:56,68 |       |
| 7.      | 1   | Rosyjski Komitet Olimpijski | Marija Kamieniewa (59,95) Jewgienija Czikunowa (1:05,99) Swietłana Czimrowa (56,70) Arina Surkowa (54,29)  | 3:56,93 |       |
| 8.      | 7   | Japonia                     | Anna Konishi (59,92) Kanako Watanabe (1:06,61) Rikako Ikee (57,92) Chihiro Igarashi (53,67)                | 3:58,12 |       |